# Valdelaume
Valdelaume község Franciaország Új-Aquitania régiójában, Deux-Sèvres megyében. Új községként 2019. január 1-jén jött létre négy korábbi község: Hanc, Ardilleux, Bouin és Pioussay egyesítésével. Lakosainak száma 814 fő (2022. január 1.).

## Népesség
| Lakosok száma | 852  | 840  | 828  | 818  | 810  | 814  |
|               | 2017 | 2018 | 2019 | 2020 | 2021 | 2022 |